# Psammobiidae
Psammobiidae é uma família de moluscos bivalves da ordem Veneroida.

## Gêneros
- Asaphis Modeer, 1793
- Ascitellina Marwick, 1928
- Gari Schumacher, 1817
- Heterodonax Morch, 1853
- Hiatula
- Nuttallia Dall, 1900
- Psammobaea
- Sanguinolaria Lamarck, 1799
- Soletellina de Blainville,1824